# Семен Самійло Санґушко
Семен Самійло Санґушко (*1570 — 1638) — державний та військовий діяч Речі Посполитої. Був першим Санґушком, котрий уживав у діловодстві придомок «Любартович».

## Життєпис
Походив з українсько-литовського князівського роду Сангушків гербу Литовська Погоня. Син Андрія Сангушки, князя Ковельського, й Софії Сапіги. Народився 1570 року. Отримав домашню освіту, згодом навчався в Інгольштадському університеті. Визначався красномовством.
Одружився з представницею впливового роду Завіша. Брав участь у польсько-шведських війнах 1600—1611, 16617-1618, 1621—1626, 1626—1629 років. Першим серед Сангушків-Ковельських перейшов у католицтво, звинивши ім'я на польський манер — Шимон Самуель. У 1620-х роках після смерті дружини у 1619 році одружився вдруге.
Семен Самійло також був учасником походів під проводом Олександра Госевського та Станіслава Жолкевського проти Московського царства у 1609—1612 роках. Був учасником походу королевича Владислава у 1617—1618 роках на підкорення Москви. 1620 році отримує посади каштеляна мстиславського та маршалка оршанського.
1621 року стає каштеляном вітебським. 1623 року увійшов до складу комісії з розслідування вбивства уніатського архієпископа Полоцького Йосафата Кунцевича. 1626 року призначається на воєводу у вітебське воєводство. Обіймав цю посаду до самої смерті 1638 року.

## Творчість та меценатство
Побудував замки «Білий Ковель» (в містечку Смоляни) і Горвель (в Речицькому повіті). 
Зібрав велику бібліотеку, склав родовід Сангушків, виводячи свій рід від Любарта Гедиміновича (натепер ця теорія ставиться під сумнів). Ця генеалогія, написана на 8 пергаментових аркушах, вшита в молитовник Hore Dive Virginis Mariae secundum verum usum Romanum. Тепер знаходиться в Бібліотеці Народовій у Варшаві.
Також займався малюванням і гравюрою.

## Родина
1. Дружина — Анна, донька Юрія Завіши
Діти:
- Казимир (? — 1655)
- Єроним Владислав (1611—1657), епископ-суффраган віленський у 1644—1655 роках, єпископ смоленский у 1655—1657 роках
- Ян Владислав (? — 1652), полковник летючих гусар
- Катерина, дружина Яна Статкевича, хорунжого оршанського
- Христина, дружина Яна Миколая Рудоміна-Дусяцького, маршалка браславського
- Євфросіна, дружина Єжи Шверіна, королівського вдорянина

2. Дружина — Тереза, донька Олександра Корвін-Госевського, воєводи смоленського